# Општина Ваља Кришулуј (Ковасна)
Ваља Кришулуј (рум. Valea Crişului) општина је у Румунији у округу Ковасна.
Oпштина се налази на надморској висини од 622 m.